# 波尔图主教座堂
波圖主教座堂（葡萄牙語：Sé do Porto）是天主教波圖教区的主教座堂，位于葡萄牙城市波圖的历史中心，是该市最古老的古迹之一和葡萄牙最重要的罗曼式建筑之一。
目前的主教座堂建于1110年前后，完成于13世纪，但有证据显示在5-6世纪该市已经是主教驻地。
波尔图主教座堂两侧各有一座方形钟楼，立面缺少装饰，在建筑上算是相当另类。它有一个巴洛克门廊和美丽的玫瑰窗。顶部的锯齿，使之看来像个堡垒。通廊很狭长，覆盖着桶形穹窿。石砌屋顶由飞扶壁支撑，是葡萄牙最早使用此建筑功能的建筑之一。
这座教堂的立面大体未变，但是在巴洛克时代，增加了优雅的门廊，内部也增加了豪华的银祭台，以及其他华丽的装饰。

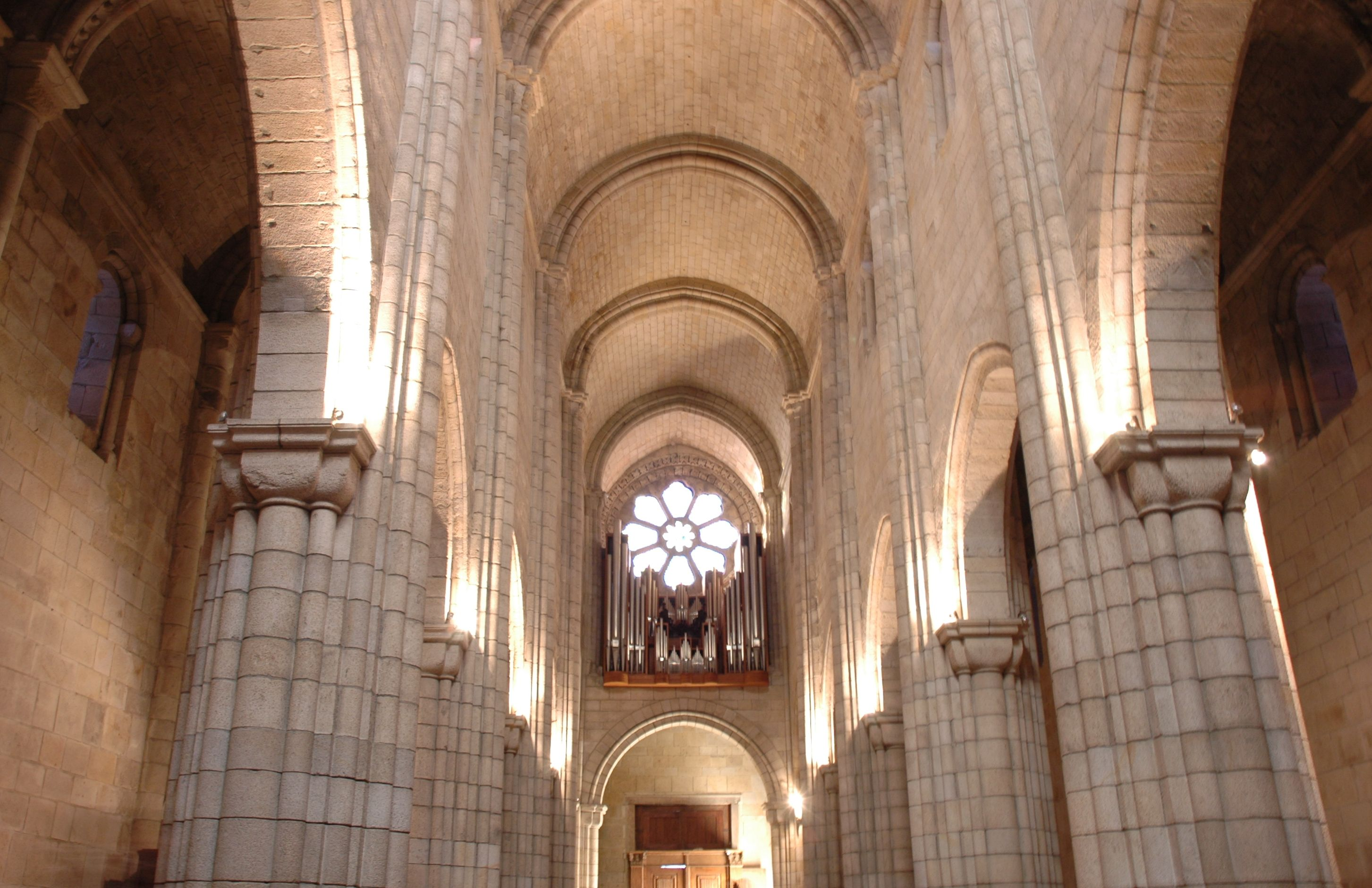
玫瑰窗和通廊内观

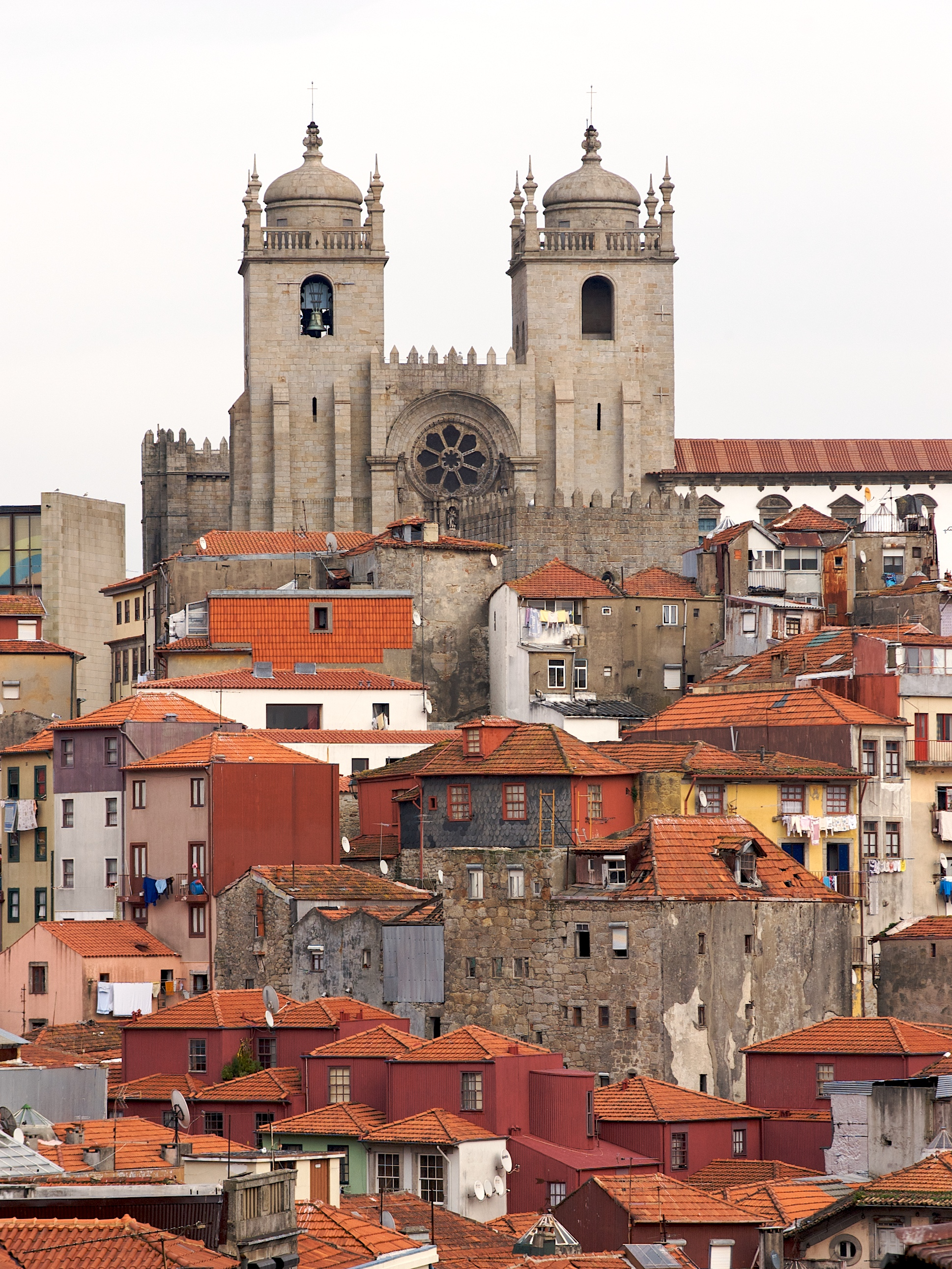
主教座堂遠景